# Amas du Trapèze
Pour les articles homonymes, voir Trapèze (homonymie).
L'amas du Trapèze, aussi nommé simplement le Trapèze, ou parfois Trapèze d'Orion, et aussi connu sous sa désignation de Bayer Theta1 Orionis (Thêta1 d'Orion en français ; θ1 Ori en abrégé), est un amas ouvert d'étoiles compact situé au cœur de la nébuleuse d'Orion, dans la constellation d'Orion. Il a été découvert par Galilée. Le 4 février 1617, il dessina trois des étoiles (A, C et D), mais ne vit pas la nébulosité environnante,,. La quatrième composante (B) fut identifiée par plusieurs observateurs en 1673, et plusieurs autres composantes furent découvertes ensuite, jusqu'à un total de huit en 1888. Plus tard, plusieurs de ces étoiles se sont révélées binaires. Les télescopes des astronomes amateurs peuvent en résoudre six aisément.
Le Trapèze est un amas relativement jeune qui s'est formé directement à partir de la nébuleuse parente. Les cinq étoiles les plus brillantes font environ 15-30 masses solaires. Elles sont situées à l'intérieur d'un volume de 1,5 année-lumière de diamètre et sont à l'origine de l'essentiel de l'illumination de la nébuleuse environnante. Le Trapèze pourrait faire partie du plus vaste Amas de la Nébuleuse d'Orion, un groupe d'environ 2 000 étoiles à l'intérieur d'un diamètre de 20 années-lumière.
L'amas est facilement identifiable par l'astérisme formé par quatre étoiles relativement brillantes. Ces quatre étoiles sont souvent appelées A, B, C et D en ordre d'ascension droite croissante. La plus brillante des quatre étoiles est Theta1 Orionis C, avec une magnitude apparente de 5,13. A et B sont toutes deux des binaires à éclipses.
Les images infrarouge du Trapèze sont plus aptes à pénétrer les nuages de poussières environnants, et ont révélé de nombreuses autres composantes stellaires. Environ la moitié des étoiles de l'amas possèdent des disques circumstellaires en évaporation, qui sont des précurseurs probables de formation planétaire. De plus, des naines brunes et des étoiles en fuite de faible masse ont été repérées.

## Liste d'étoiles membres
L'astérisme du Trapèze est composé des quatre étoiles principales suivantes, toutes multiples :
- Theta1 Orionis A[6] : (A1+A3)+A2
- Theta1 Orionis B[7] : (B1+B5)+B3+B2+B4
- Theta1 Orionis C[8] : C1+C2
- Theta1 Orionis D[9] : D1+D2

Un certain nombre d'autres étoiles plus faibles ont également été identifiées :
- Theta1 Orionis E
- Theta1 Orionis F double
- Theta1 Orionis G
- Theta1 Orionis H : Parenago 1866 + 1867
- Trou noir intermédiaire ?

## Pour en savoir plus
- (en) E. A. Lada et al., « Circumstellar Disks in the Trapezium Cluster », Bulletin of the American Astronomical Society, vol. 28,‎ 1996, p. 1342 (résumé)
- (en) Arcadio Poveda et al., « Low-Mass Runaway Stars from the Orion Trapezium Cluster », The Astronomical Journal, vol. 627, no 1,‎ 2005, L61–L64 (DOI 10.1086/432053)